# 普卡奧羅山
10°28′40″S 76°01′54″W / 10.47778°S 76.03167°W
普卡奧羅山（Puka Uru），是秘魯的山峰，位於該國中部帕斯科大區，由帕斯科省的蒂克拉卡揚區負責管轄，屬於安地斯山脈的一部分，海拔高度4,650米。